# Danois sang-chaud
Vous lisez un « bon article » labellisé en 2016.
Le Danois sang-chaud (danois : Dansk Varmblod) est une race danoise de chevaux de sport. Son stud-book a été créé assez tardivement, en 1962, d'abord sous le nom de « cheval de sport danois », à partir de croisements entre des Oldenbourg, des Frederiksborg, des Holsteiner et des Pur-sangs. Cheval athlétique, sélectionné pour les sports équestres de haut niveau, il se fait connaître grâce à ses performances en dressage, notamment sous la selle de Anne Grethe Jensen-Törnblad en 1983, puis sous celle d'Andreas Helgstrand depuis 2006. Il est également représenté en saut d'obstacles et en concours complet d'équitation. Les tests d'approbation pour les reproducteurs sont très exigeants. Le Danois sang-chaud est proche du Selle suédois, avec lequel il partage ses capacités sportives et de nombreux ancêtres communs. Par ailleurs, le stud-book danois autorise de très larges croisements, si bien que les trois quarts des chevaux sont issus de reproducteurs appartenant à d'autres stud-books. Numériquement assez peu nombreuse, la race est exportée dans le monde entier. Elle entre aussi dans la formation du cheval letton.

## Dénomination
Le nom original danois de ces chevaux est Dansk Varmblod (en français, « Danois sang-chaud »). Leur nom en anglais est Danish Warmblood. En français, il est aussi nommé « Selle danois »,.

## Histoire
Historiquement, le Danemark élève des chevaux issus de croisements entre des juments germaniques venues du Holstein et des étalons ibériques, le Holstein étant une possession danoise jusqu'en 1864,. L'élevage privé manque de chevaux demi-sang de qualité, dans un contexte où le cheval de trait agricole est maintenu ; après la Seconde Guerre mondiale, le Danemark élève des chevaux demi-sang de bonne taille, mais manquant d'harmonie.

### Sélection d'un cheval de sport
Les sports équestres apparaissent dans les années 1900, puis la Fédération équestre danoise est créée en 1918, mais il faut attendre les années 1960 pour voir se concrétiser les efforts de sélection d'une race nationale de chevaux de sport,,. Il ne s'agit pas d'une race naturelle, mais d'une race synthétique. Le Danois sang-chaud naît de la volonté des éleveurs danois de faire naître un cheval de sport local, apte aux compétitions de haut niveau,,.
Le Danois sang-chaud est une race jeune, son stud-book (registre généalogique) ayant été établi en 1962, dans un premier temps sous le nom de « cheval de sport danois, », avec une base de 150 juments, dont seules 22 sont nées au Danemark, généralement d'ascendance Oldenbourg. Le programme d'élevage de la Dansk Varmblod Avisforbund est créé la même année. Le stud-book est publié pour la première fois en 1964.
Le cheptel est à l'origine issu du Frederiksborg et du Holsteiner,. Ces chevaux sont croisés avec des Pur-sangs,. Dans un second temps, la race est influencée par des croisements avec le Trakehner, le Wielkopolski, le Malopolski, le Selle français, puis de nouveau le Pur-sang,,,. Le Selle français a apporté des qualités athlétiques et une conformation plus adaptée au sport, le Trakehner et le Wielkopolski amenant leur endurance et leur tempérament.
La marque au fer qui sert aussi de symbole à la race, représentant une couronne au-dessus d'une vague, est dessinée par I. C. Christensen en 1963,. Elle rappelle la monarchie et la côte danoise. L'association nationale du Danois sang-chaud est créée et définitivement nommée Dansk Varmblod en 1980, les tests d'aptitude étant mis en place deux ans plus tard. Contrairement à de nombreuses races et stud-books de chevaux de sport européens, le Danois sang-chaud a la particularité de ne pas avoir été croisé (du moins dans un premier temps) avec le Hanovrien, ce qui lui donne un physique et un caractère bien distincts de ce dernier,.
En 1997, cette race restait peu connue en dehors du Danemark. Depuis 1999, les données du stud-book sont disponibles en ligne.

### Plans d'élevage
La race fait l'objet de plusieurs plans d'élevage : un de 1999 à 2004 qui se concentre sur les capacités en dressage dans le cadre d'une concurrence internationale accrue, un autre en 2012 qui définit les objectifs recherchés également à l'obstacle et souligne l'importance de la génétique issue des races à sang-chaud (Arabe shagya, Pur-sang…), un enfin applicable de 2012 à 2020, qui a pour objectif d'assurer l'avenir de l'équitation sportive, de gérer la concurrence avec le stud-book KWPN et de sélectionner un bon tempérament, entre autres.

## Description

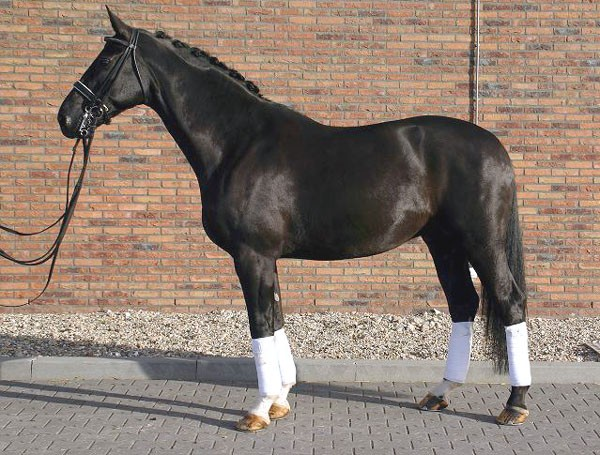
Danois sang-chaud présenté au modèle.

C'est un cheval fort et athlétique, solide avec une conformation typique d'un cheval de compétitions sportives. Sa taille est comprise entre 1,60  et   1,73 m (entre 15,3  et   17 mains), plus généralement entre 1,65 m et 1,70 m, pour une moyenne de 1,68 m.

### Morphologie
Il est très proche des autres chevaux de sport européens, ce qui rend sa caractérisation phénotypique difficile,.

#### Tête
Sa tête est de taille moyenne. Décrite comme élégante, elle ressemble à celle du Pur-sang,. Le profil en est rectiligne, très rarement camus, avec de grands yeux et des oreilles en pointe de taille moyenne voire assez longues,, et très mobiles. Le nez est fin, pourvu de naseaux larges. Les joues et la gorge sont sèches,, et les ganaches plutôt prononcées.

#### Corps

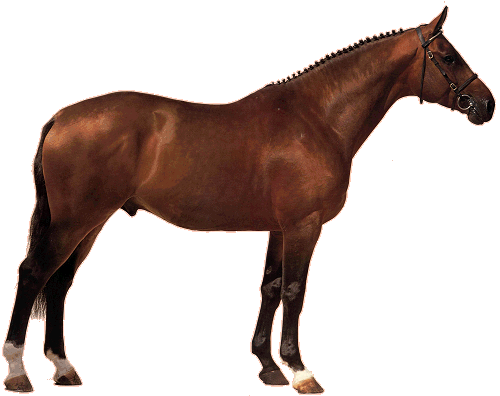
Danois sang-chaud présenté au modèle.

L'encolure est longue et mince, offrant une bonne longueur de rênes,, bien musclée. Le garrot est sorti,, permettant de placer facilement une selle. 
Les épaules sont longues, obliques et bien bâties,. Le dos est solide et de longueur moyenne. Le thorax est ample et profond,. Le tronc est plutôt long. La croupe est arrondie et légèrement oblique,. D'après l'auteur autrichien Martin Haller, la croupe est le seul point faible morphologique du Danois sang-chaud, chez certains sujets.

#### Membres
Les avant-bras sont bien musclés et longs. Les jambes sont puissantes, solides et élancées,, dotées de canons courts et forts. Les articulations sont larges et plates, les genoux larges et bien formés. L'inclinaison du paturon et sa longueur sont adaptés aux usages modernes du cheval de selle. Les pieds sont bien formés et proportionnés,, dotés d'une corne dure.

### Robe

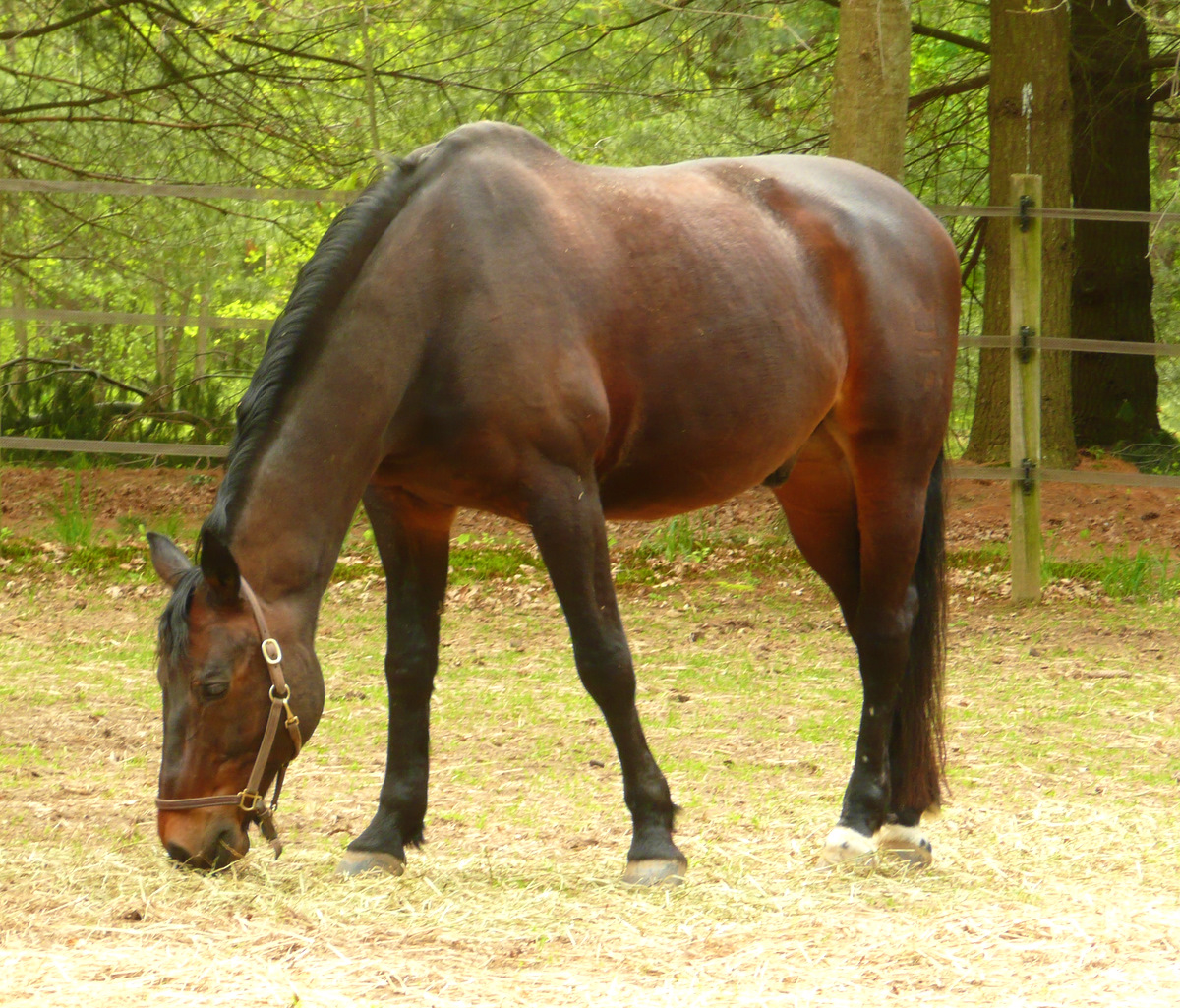
Danois sang-chaud bai dans son paddock.

Toutes les robes simples sont présentes chez cette race,. La robe la plus courante est le bai, sous toutes ses nuances,,. Ce cheval peut aussi être alezan, noir, ou gris.
Les marques sur la tête et les membres sont fréquentes,, mais discrètes.

### Tempérament et allures
La sélection sur le tempérament est reconnue comme importante, mais elle n'était (en 2014) pas incluse au programme d'élevage. Une étude d'héritabilité des réactions comportementales liées à la réactivité a porté sur 323 chevaux Danois sang-chaud âgés de 3 ans, concluant à une faible héritabilité (0,17) de cette réactivité et à un besoin de recherches supplémentaires avant que la réactivité ne puisse être incorporée comme un critère de sélection. 
Le tempérament est généralement reconnu comme calme et obéissant, doux et équilibré, courageux et de bonne volonté mais également vif,. L'association de race le recherche sociable et coopératif, doté de bonnes capacités d'apprentissage. 
Les allures sont belles, équilibrées, élastiques et légères,. Son action libre est très appréciée. Le galop et l'aptitude au saut sont convenables. Cette race de chevaux n'est pas connue pour disposer d'allures supplémentaires en plus des trois allures classiques.

### Digestion
Pour les besoins d'une étude sur la digestibilité de différents fourrages et de concentrés à base de pulpe de betterave sucrière et d'avoine noire, quatre chevaux Danois sang-chaud ont été comparés à quatre Islandais. Les résultats suggèrent que le cheval islandais présente une meilleure capacité de digestion des fibres diététiques que le Danois, et que cela serait causé par la concentration plus élevée de cellulose, mais d'autres études sont nécessaires.

### Sélection

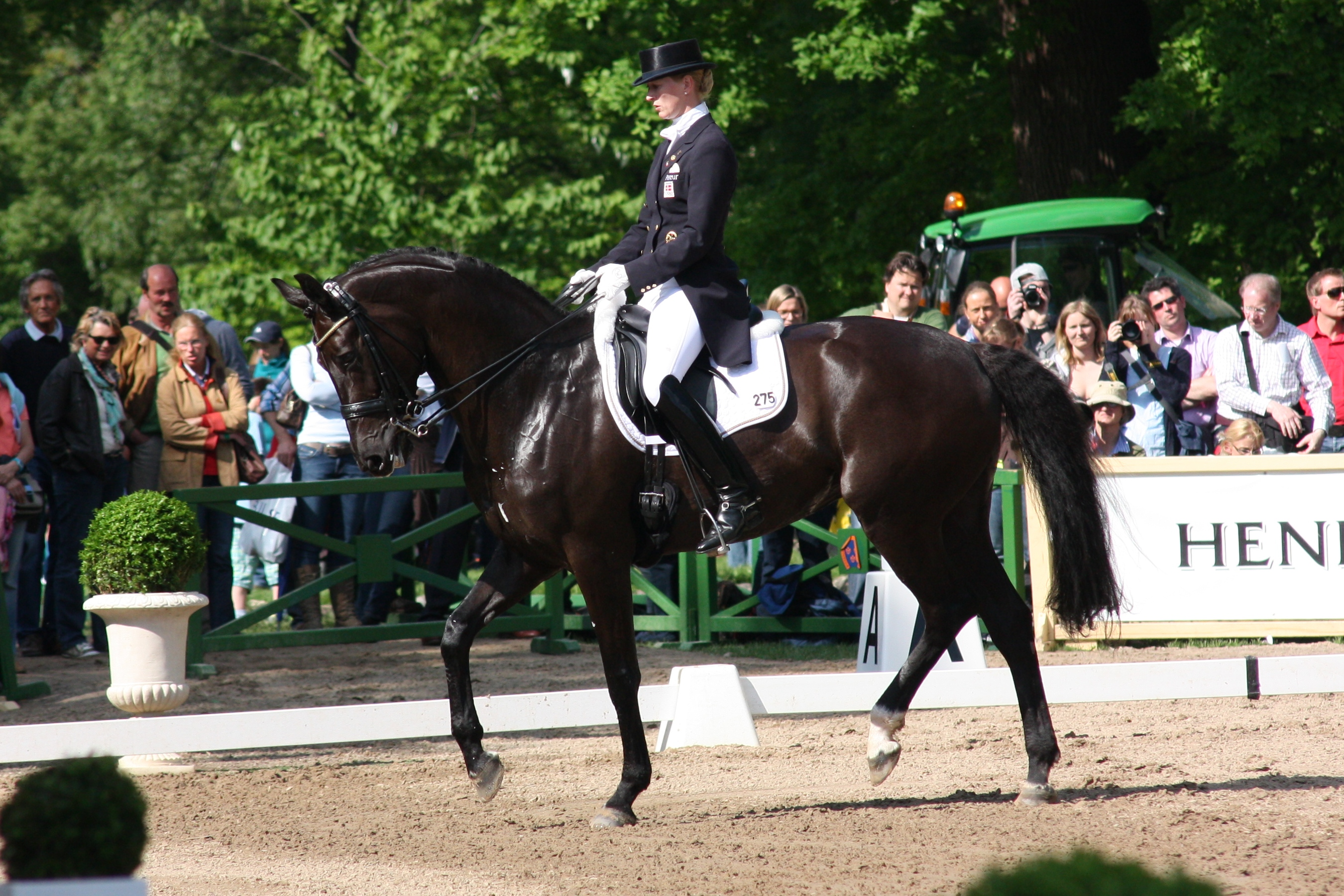
Un Danois sang-chaud monté dans une compétition officielle de dressage.

Cette race est gérée et soutenue par l'association Dansk Varmblod, dont le siège est au Jutland. L'élevage est très sélectif, les tests d'approbation pour les reproducteurs étant particulièrement exigeants. Les chevaux sont examinés sur leur conformation, mais aussi leurs performances à l'obstacle et en dressage, leurs allures, leur comportement, leur santé et leur fertilité. Les juges de la Dansk Varmblod se déplacent en Angleterre et aux États-Unis pour y évaluer des animaux. En fonction de l'objectif de sélection (dressage ou obstacle), des qualités différentes sont recherchées : chez les chevaux de dressage, l'action du genou et du jarret est examinée, tandis que chez les chevaux d'obstacle, l'accent est mis sur le coup de saut, la qualité du galop et l'équilibre général. Les étalons doivent présenter une bonne fertilité, et être exempt de tares héréditaires. L'introduction de la sélection génomique est préconisée en 2014 afin de réduire l'intervalle entre les générations, les chevaux de sport se reproduisant généralement tard, soit un intervalle générationnel de dix ans en moyenne.
L'acceptation des chevaux candidats à la reproduction n'est pas limitée par la race ou le stud-book auxquels ils appartiennent, les Hanovriens, Trakehners, Holsteiner et Selle suédois sont par exemple acceptés en croisement, de même que le Pur-sang. L'utilisation des croisements étrangers est très répandue : en 2002, 74 % des juments de la race danoise ont été saillies par des étalons appartenant à un autre stud-book de chevaux de sport. De plus, les critères de sélection des chevaux de sport sont très similaires entre tous les pays nordiques.
Le marquage au fer est interdit depuis 2010 au Danemark.
Ce cheval est souvent onéreux à l'achat.

### Génétique
Le Danois sang-chaud est génétiquement et phénotypiquement proche du Selle suédois, en raison d'échanges de reproducteurs entre ces deux registres généalogiques.
Une étude a été publiée en 2009 pour analyser la proximité génétique du Sang-chaud danois avec le Selle suédois. Sur 349 étalons danois et 426 étalons suédois, 151 ancêtres sont communs aux deux races, ce qui démontre une nette proximité, de même qu'en valeur d'élevage. Les performances sportives des deux races sont très similaires, ce qui motive l'établissement d'indices de valeur d'élevage valables dans les deux pays.

## Utilisations

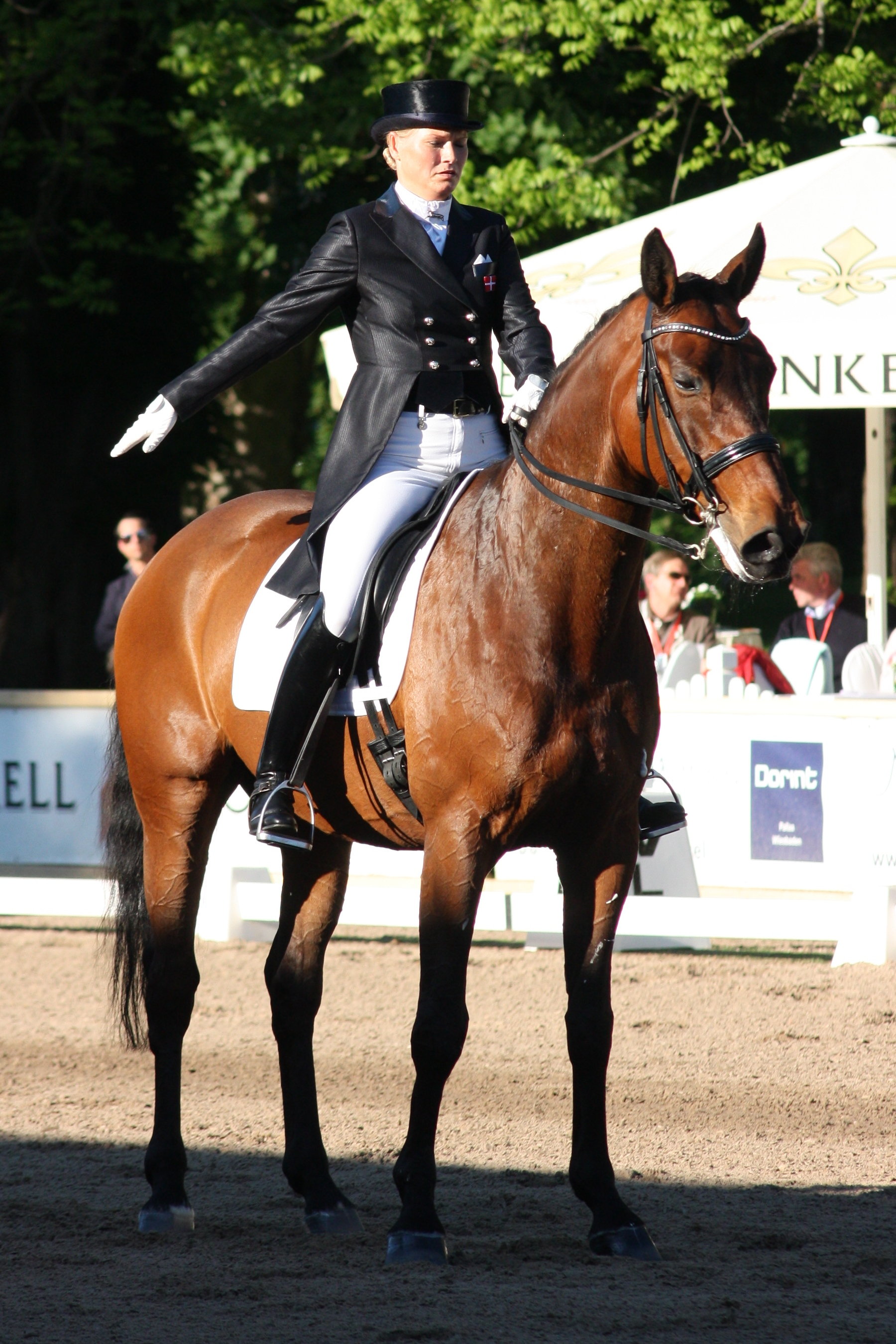
Fitou L, un cheval Danois sang-chaud, monté par Bang Larsen sur une compétition de dressage.

Le Danois sang-chaud est un cheval de sport. Il est donc utilisé dans toutes les disciplines équestres sportives, en particulier le saut d'obstacles et le dressage, qui sont les deux objectifs sportifs privilégiés par l'association nationale de la race. Les meilleurs sujets sont destinés au sport de haut niveau, mais même les moins disposés font de très bons chevaux de sport polyvalents. Le Danois sang-chaud est particulièrement performant dans les disciplines du dressage et du saut d'obstacles,, et dans une moindre mesure en concours complet,. 

### En dressage

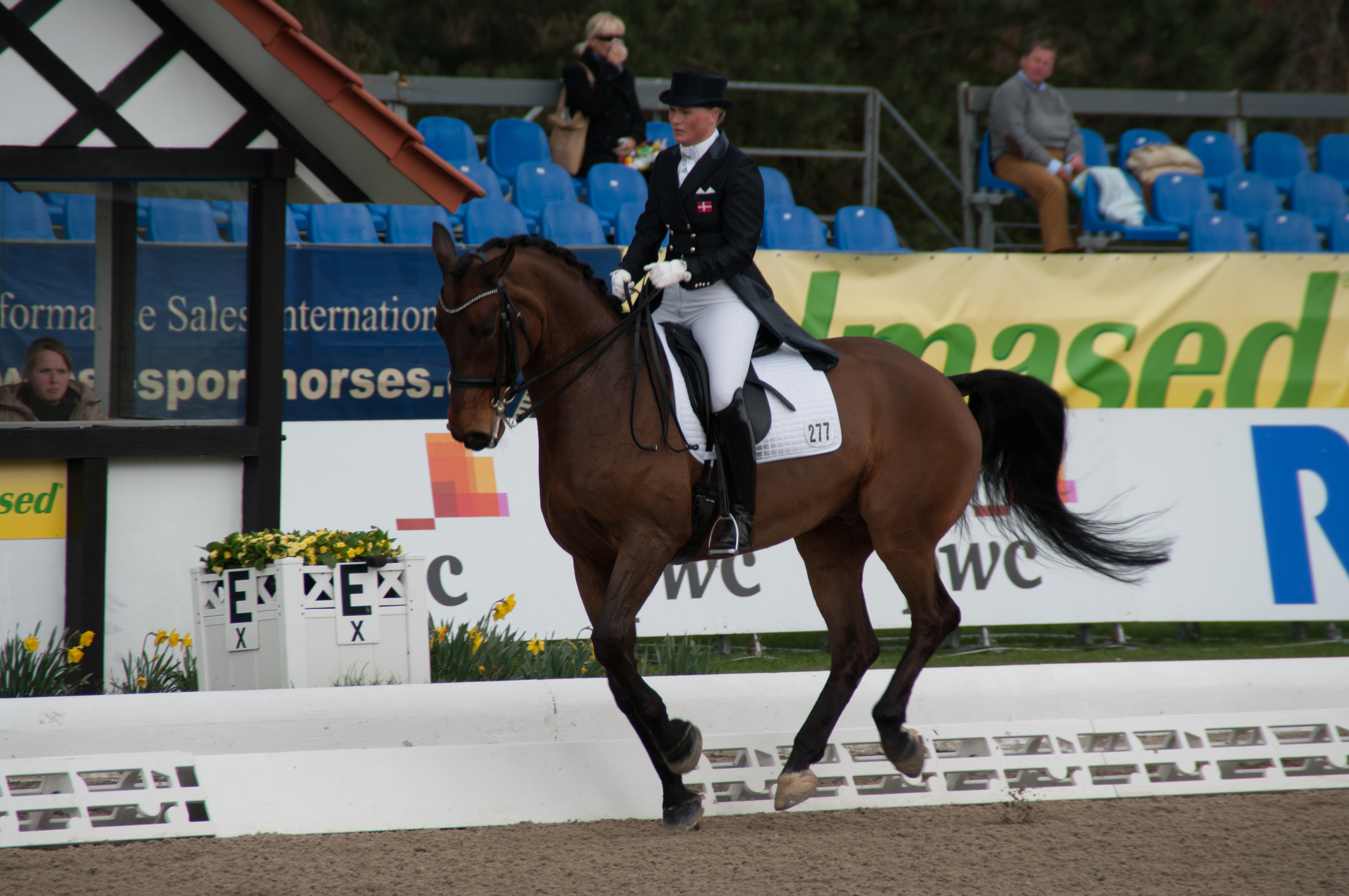
Danois sang-chaud exécutant un changement de pied lors d'une compétition officielle de dressage.

C'est en dressage que ces chevaux sont les plus réputés et les plus performants,. La race s'est fait connaître notamment grâce à ses excellentes performances durant l'année 1983, où Anne Grethe Jensen-Törnblad et sa monture Marzog remportent le championnat d'Europe de dressage. L'équipe nationale danoise obtient par ailleurs une médaille d'argent. Cet événement propulse le Danemark au rang de second pays de naissance des meilleurs chevaux de dressage. Considéré comme le meilleur cheval de dressage du XXe siècle avec sa grâce et sa légèreté, Marzog fait exploser la popularité du Danois-sang chaud à travers le monde durant les années 1980,.
En 2006, la jument Blue Hors Matiné montée par Andreas Helgstrand décroche la médaille d'argent aux championnats du monde de dressage, à Aix-la-Chapelle. C'est également un Danois sang-chaud qui décroche le championnat du monde des jeunes chevaux à Verden en 2008, et l'argent au championnat du monde des 6 ans en 2009. Cette même année, le Danois sang-chaud est classé au troisième rang mondial des meilleures races de chevaux de dressage, derrière le KWPN et le Hanovrien. En 2010, Andreas Helgstrand est médaillé d'or avec Uno Donna Unique aux Championnats du monde des 6 ans. En 2014, une nouvelle médaille d'or est décrochée par l'étalon Sezuan au championnat du monde des 5 ans, un exploit réitéré l'année suivante à celui des 6 ans.

### En saut d'obstacles
Le stud-book danois organise une sélection spécifique pour les chevaux destinés au saut d'obstacles.
En 2000, l'étalon Lando DH 430 décroche l'argent en individuel aux Jeux olympiques de Sydney dans cette discipline,, dans un contexte où neuf cavaliers d'autres pays montent des chevaux de cette race,. En 2009, le Danois-sang chaud est au dixième rang du classement mondial des meilleurs stud-books de chevaux mondiaux de saut d'obstacles.

### En équitation de loisir
Il peut aussi être monté comme cheval de loisir,. Cela arrive essentiellement dans son pays d'origine, car les acheteurs d'autres pays l’acquièrent pour la compétition de haut niveau. Son tempérament parfois fougueux ne le rend pas adapté à des cavaliers débutants.

### En croisement
En Lettonie, le Danois sang-chaud entre en croisement dans la formation du cheval letton afin d'améliorer les performances de cette race.

## Diffusion de l'élevage
Le Danois-sang chaud est enregistré comme une race indigène du Danemark à diffusion internationale et transfrontière auprès de la FAO,. Ce cheval est exporté dans le monde entier, notamment en Lettonie, en Grande-Bretagne, aux États-Unis et en Australie,. 
Cheval de haut niveau, on le retrouve non-seulement comme monture de la plupart des cavaliers danois, mais aussi dans les équipes nationales de dressage de l'Italie, de l'Allemagne, de la Finlande, de la Norvège et de l'Australie. Dans son pays d'origine, il existe peu de données fiables sur les effectifs de la race, ceux-ci étant situés entre 1 000  et   10 000 têtes, d'après la FAO. En 2001, l'association de race a déclaré avoir enregistré 2 228 naissances de poulains, pour 102 étalons reproducteurs actifs en 2002. Cela en fait une race de sport numériquement peu nombreuse. La société Dansk Varmblod compte environ 5 000 membres en 2005.

### En Amérique du Nord
La North American Danish Warmblood Association est fondée en 2001.
Aux États-Unis, la race est notamment élevée dans le Colorado, la Louisiane et le Connecticut.

## Dans la culture

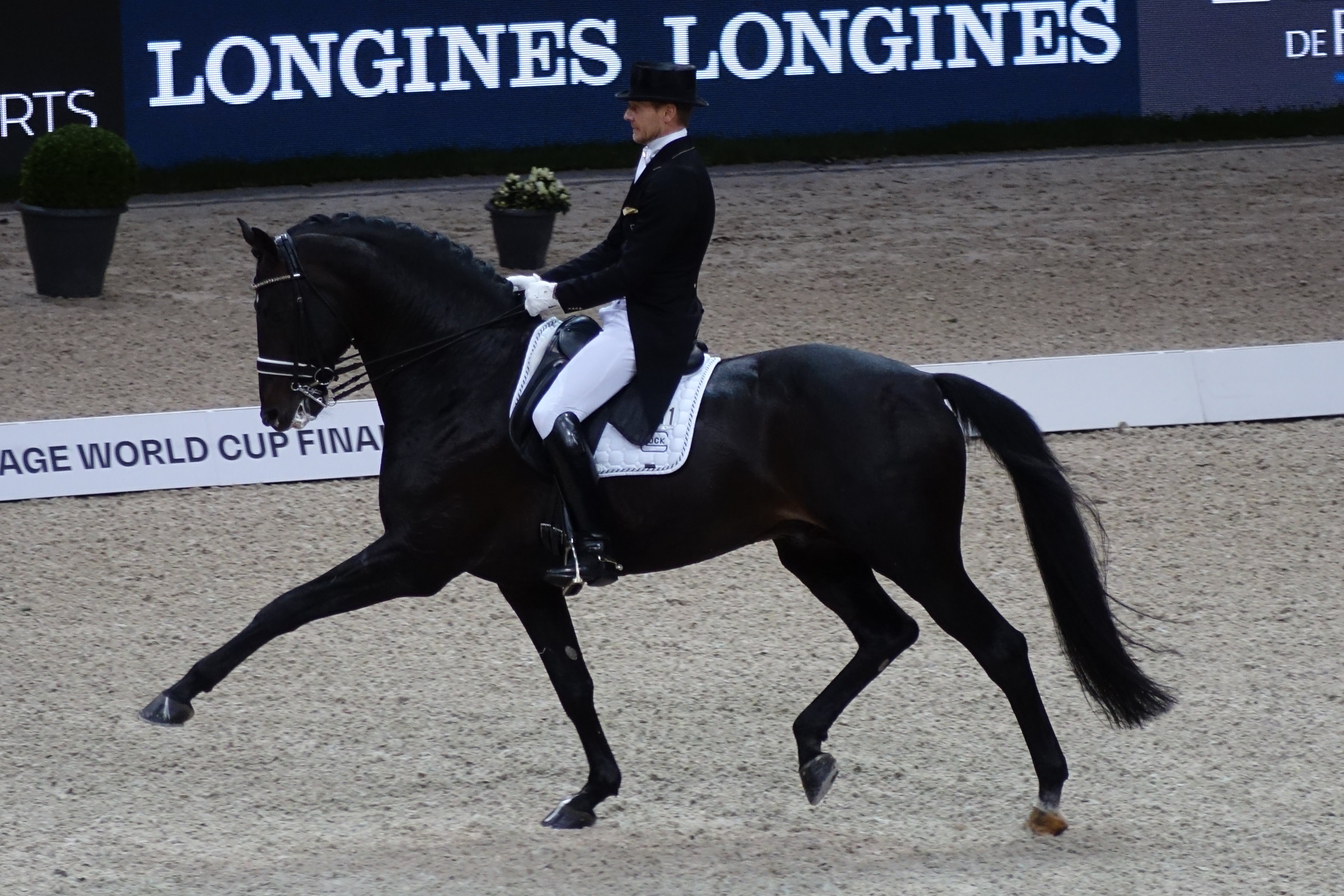
Le Danois sang-chaud Zonik monté par le cavalier néerlandais Edward Gal à la finale de la coupe du monde de dressage de 2018.

L'association responsable de cette race (Dansk Varmblod) est très active pour en effectuer la promotion et la faire connaître à travers le monde. Elle organise chaque année sur un week-end au mois de septembre un show nommé Equsana à Vilhelmsborg, et une autre manifestation annuelle à Herning au mois de mars, pour présenter les meilleurs étalons,. Les chevaux de cinq et six ans sont présentés à un trophée des éleveurs. Les Danois sont réputés être fiers de leurs chevaux de sport, qui font désormais partie de leur patrimoine national. La Dansk Varmblod est parrainée par la princesse Benedikte de Danemark.
Selon Bonnie Lou Hendricks (Université de l'Oklahoma), la sélection du Danois sang-chaud est l'une des plus fructueuses réussites de l'élevage équin, au point d'avoir fait passer le Danemark du statut de pays importateur de chevaux de sport à celui de pays exportateur en une trentaine d'années, sans aucune intervention de l'État.
Cette race est citée dans Le Corps immense du président Mao, un roman de Patrick Grainville, parmi d'autres races de chevaux issues de différents pays du monde, qui défilent sur la plage de Shenzhen, dans un étalage de richesses et de luxe.